# Corylus ferox
Corylus ferox är en björkväxtart som beskrevs av Nathaniel Wallich. Corylus ferox ingår i släktet hasslar och familjen björkväxter.
Corylus ferox är en buske eller ett lövfällande träd som blir upp till 20 meter högt.
Arten förekommer i Himalaya och i andra bergstrakter i Asien. Utbredningsområdet sträcker sig över provinserna Guizhou, Tibet, Yunnan, Hubei, Sichuan, Gansu, Ningxia och Shaanxi i Kina, över norra Indien, Nepal och nordligaste Myanmar. Corylus ferox växer i regioner som ligger 1500 till 3800 meter över havet.
Denna hassel ingår i lövskogar eller i buskskogar.
För beståndet är inga hot kända. IUCN listar arten som livskraftig (LC).

## Underarter
Arten delas in i följande underarter:
- C. f. ferox
- C. f. tibetica